# الجابية
الجابية موقع تاريخي في سوريا ويعرف اليوم بتل الجابية ويقع إلى الغرب من مدينة نوى الواقعة بسهل حوران، وقد اتخذ الغساسنة الجابية عاصمة لهم في جنوب سوريا، وفي الجابية أيضا عقد عمر بن الخطاب مؤتمر الجابية بعد معركة اليرموك.
الموقع الهام ل الجابية في الطريق الواصل من الجنوب إلى دمشق جعل لهذا المكان التاريخي أهمية كبيرة، حيث تقع بين جاسم ونوى إلى الغرب من تل أم حوران على نبع الجابية الشهير وقد اشتهر في بداية الفتح الإسلامي لبلاد الشام حيث عقد الخليفة الثاني عمر بن الخطاب مع قادة جيش الفتح مؤتمر الجابية الشهير .